# Incheville
Incheville ist eine französische Gemeinde mit 1.138 Einwohnern (Stand: 1. Januar 2022) im Département Seine-Maritime in der Region Normandie. Sie gehört zum Arrondissement Dieppe und zum Kanton Eu.

## Geographie
Incheville liegt etwa 31 Kilometer ostnordöstlich von Dieppe am Bresle, der zugleich die östliche und nordöstliche Gemeindegrenze zum Département Somme bildet. Umgeben wird Incheville von den Nachbargemeinden Bouvaincourt-sur-Bresle im Norden, Beauchamps im Osten und Nordosten, Gamaches und Longroy im Südosten, Millebosc im Süden, Monchy-sur-Eu im Westen und Südwesten sowie Ponts-et-Marais im Nordwesten.

## Bevölkerungsentwicklung
| Jahr                      | 1962 | 1968 | 1975 | 1982 | 1990 | 1999 | 2006 | 2013 |
| Einwohner                 | 1257 | 1457 | 1521 | 1673 | 1484 | 1431 | 1389 | 1303 |
| Quelle: Cassini und INSEE |      |      |      |      |      |      |      |      |

## Sehenswürdigkeiten

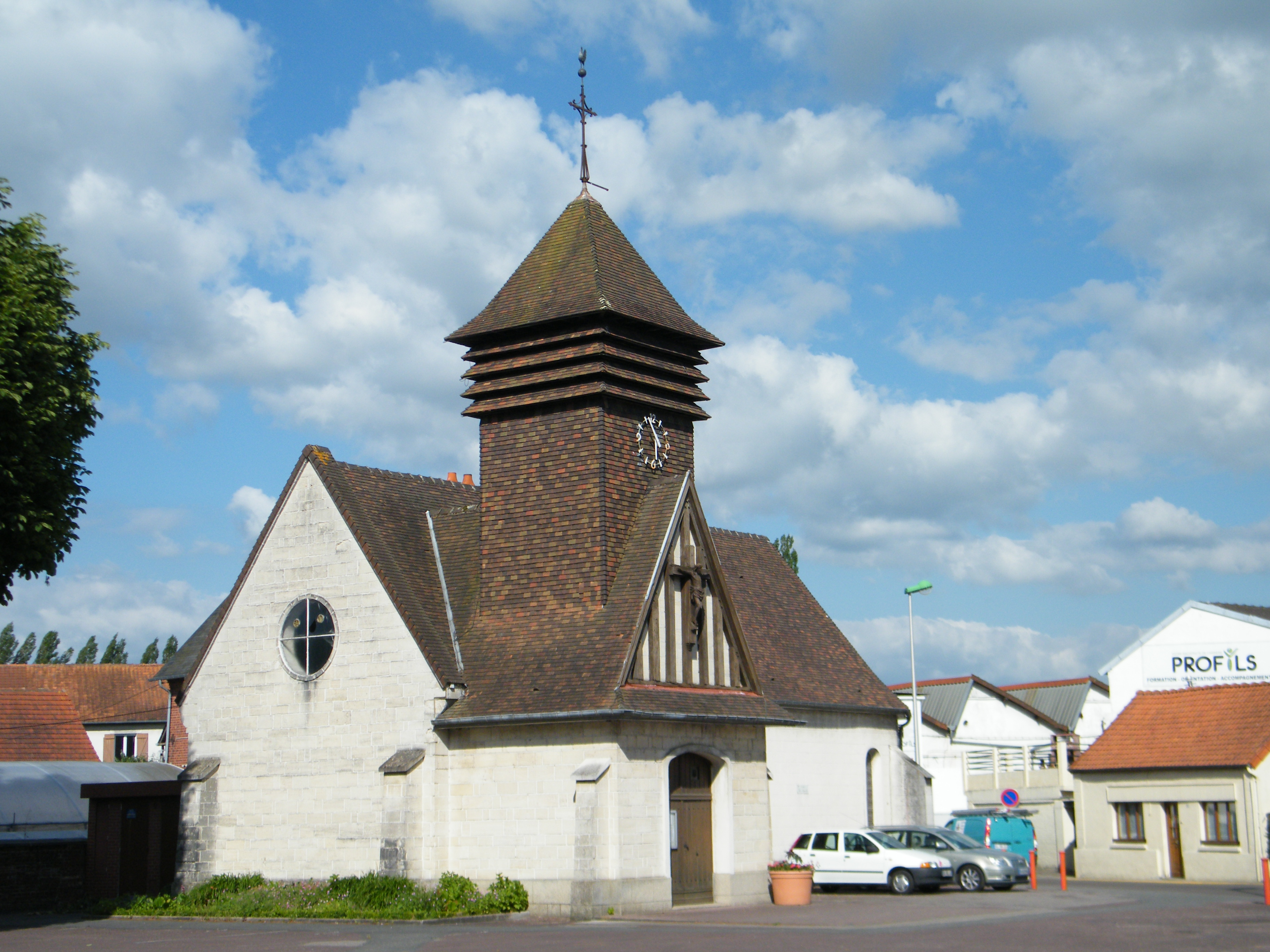
Kirche Saint-Lubin

- gallorömisches Oppidum von Incheville
- Kirche Saint-Lubin in Incheville
- Kirche Saint-Léger aus dem 12. Jahrhundert in Gousseauville
- Kapelle aus dem 12. Jahrhundert
- Ruinen der Burg Gousseauville
- Naherholungsgebiet bei den Kiesgruben von Incheville

## Persönlichkeiten
- Pierre Gros (* 1939), Archäologe
- Maurice Maillard (* 4. Mai 1883; † 28. Dezember 1964), Gründer der Fahrradfabrik Usines Maillard[1]
- Pierre Maillard  (* 1. November 1914; † 10. Juni 1992), Geschäftsführer der Fahrradfabrik Usines Maillard[1]